# Benno Karpeles
Benno Karpeles (* 6. Oktober 1868 in Wien, Österreich-Ungarn; † Januar 1938 ebenda) war ein österreichischer Sozialdemokrat, Konsumgenossenschafter, Publizist und Herausgeber. Zudem gründete er 1909 die Hammerbrotwerke. Von 1918 bis 1919 gab er die pazifistische Wochenschrift Der Friede heraus, von 1919 bis 1920 die linksintellektuelle Tageszeitung Der Neue Tag. In seiner letzten Lebensphase trat er für eine Versöhnung der Sozialdemokratie – aus deren Partei er ausgetreten war – mit der katholischen Kirche – zu der er vom Judentum übertrat – ein.

## Leben und Wirken
Benno Karpeles wurde 1868 in Wien in eine jüdisch-großbürgerliche Familie geboren. Sein Vater Moritz Karpeles (1834–1903) war Mitbegründer der Speditionsfirma Schenker. Dennoch wandte sich Karpeles schon früh der Sozialdemokratie und der Arbeiterbewegung zu. Zu Beginn der 1890er bereiste er die mährisch-schlesischen Bergbaureviere und führte sozialstatistische Untersuchungen durch. In Wien studierte er Rechts- und Staatswissenschaften. Anschließend, von 1894 bis 1897, studierte er Wirtschaftswissenschaft in London. Dort machte er auch Bekanntschaft mit Friedrich Engels und Führern der britischen Arbeiterbewegung und war einige Zeit lang als Londoner Korrespondent der Arbeiter-Zeitung tätig. Ab 1897 vertrat er die österreichischen Sozialdemokraten als Delegierter bei internationalen Kongressen.
Von 1897 bis 1899 organisierte Karpeles die in Zürich lebenden österreichischen Sozialdemokraten. Hierzu zählte auch der damals in Zürich studierende Friedrich Adler, den dessen Vater Victor Adler der Obhut Karpeles' anvertraute. Nach seiner Rückkehr nach Wien wurde er sozialpolitischer Redakteur der Arbeiter-Zeitung und Vertreter der österreichischen Gewerkschaften bei der Zweiten Internationale.
Ab 1904 widmete sich Karpeles dem österreichischen Genossenschaftswesen und war führend am Aufbau des parteinahen Konsumverein Vorwärts und der 1905 erfolgten Gründung der Großeinkaufsgesellschaft GöC beteiligt. 1909 gründete Karpeles zudem die Hammerbrotwerke, die die finanzielle Situation der Partei durch Gewinne aufbessern sollten. Aufgrund der überehrgeizigen Expansionspolitik von Karpeles und anderer Faktoren gerieten aber Partei und Genossenschaftsbewegung stattdessen immer tiefer in finanzielle Schwierigkeiten. Es wurden Korruptionsvorwürfe gegen Karpeles und den damaligen Spitzenfunktionär der Konsumgenossenschaften Karl Renner erhoben und Karpeles gab die Leitung der Werke kurz vor Ausbruch des Ersten Weltkrieges ab. Renner verhinderte 1912 mit Gewerkschaftshilfe einen finanziellen Zusammenbruch. Saniert wurden die Hammerbrotwerke aber letztlich erst durch die Produktion von Kriegszwieback.
Im Jänner 1918 gründete Karpeles, angesichts des seit vier Jahren andauernden Ersten Weltkrieges und der Kriegspropaganda der christlichsozialen Tageszeitung Reichspost die pazifistische Wochenschrift Der Friede. Für diese konnte er rasch namhafte Journalisten, Publizisten und Schriftsteller sowohl aus dem linken und sozialdemokratischen als auch aus dem bürgerlichen Lager gewinnen; rund 200 von ihnen veröffentlichten insgesamt im Frieden.
Nach dem Tod Viktor Adlers trat Karpeles schließlich aus der Sozialdemokratischen Partei aus, zu der seit den Korruptionsvorwürfen ein gespanntes Verhältnis bestand. Im März 1919, noch bevor Der Friede im August des Jahres eingestellt wurde, gründete Karpeles die Tageszeitung Der Neue Tag. Diese bezog ihre Mitarbeiter zu einem großen Teil aus jenen Personen, die bereits für den Frieden schrieben. Neu hinzu kam unter anderen der junge Joseph Roth, der in der Rubrik Wiener Symptome seine ersten sozialkritischen Feuilletons und Reportagen veröffentlichte. Ähnlich wie der Friede war die Tageszeitung linksintellektuell ausgerichtet und nur von kurzem Bestand. Bereits 1920 wurde sie eingestellt.
Nach dem Scheitern seiner Zeitungsversuche zog sich Karpeles in das Unternehmen seines Vaters zurück und war in Berlin und Wien in leitenden Funktionen tätig.
Mit der Verordnung vom 16. Februar 1934 der Regierung Dollfuß wurde die GöC unter kommissarische Verwaltung gestellt, und Karpeles suchte noch einmal den Kontakt zur GöC, der aber nicht gelang.
Nachdem Karpeles Bekanntschaft mit Ignaz Seipel machte und nach einem religiösen Erweckungserlebnis zum Katholizismus konvertierte, versuchte er vergeblich, die Sozialdemokratie mit der Kirche zu versöhnen. Nach einer eingehenden Analyse der Enzyklika Papst Pius XI., Quadragesimo anno, kam er zum Schluss, dass Faschismus und Katholizismus miteinander unvereinbar seien, blieb mit seinen Versöhnungsversuchen jedoch erfolglos. Verarmt starb Karpeles im Januar 1938 in Wien einen jähen Tod.